# Sacavém

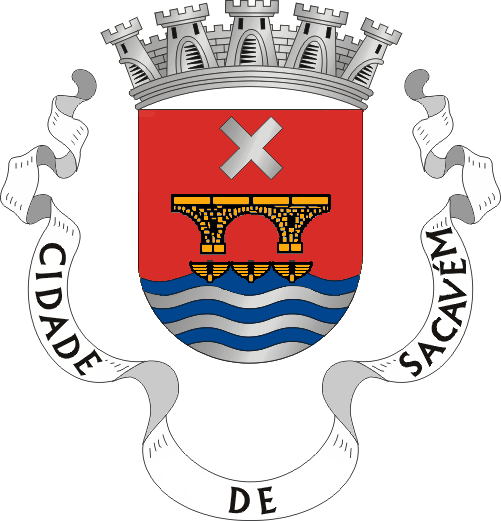
Sacavém vapen

Sacavém är en stad i Portugal belägen vid floden Tejos utlopp i Atlanten. Staden som har drygt 18 000 invånare är en förort till huvudstaden Lissabon.

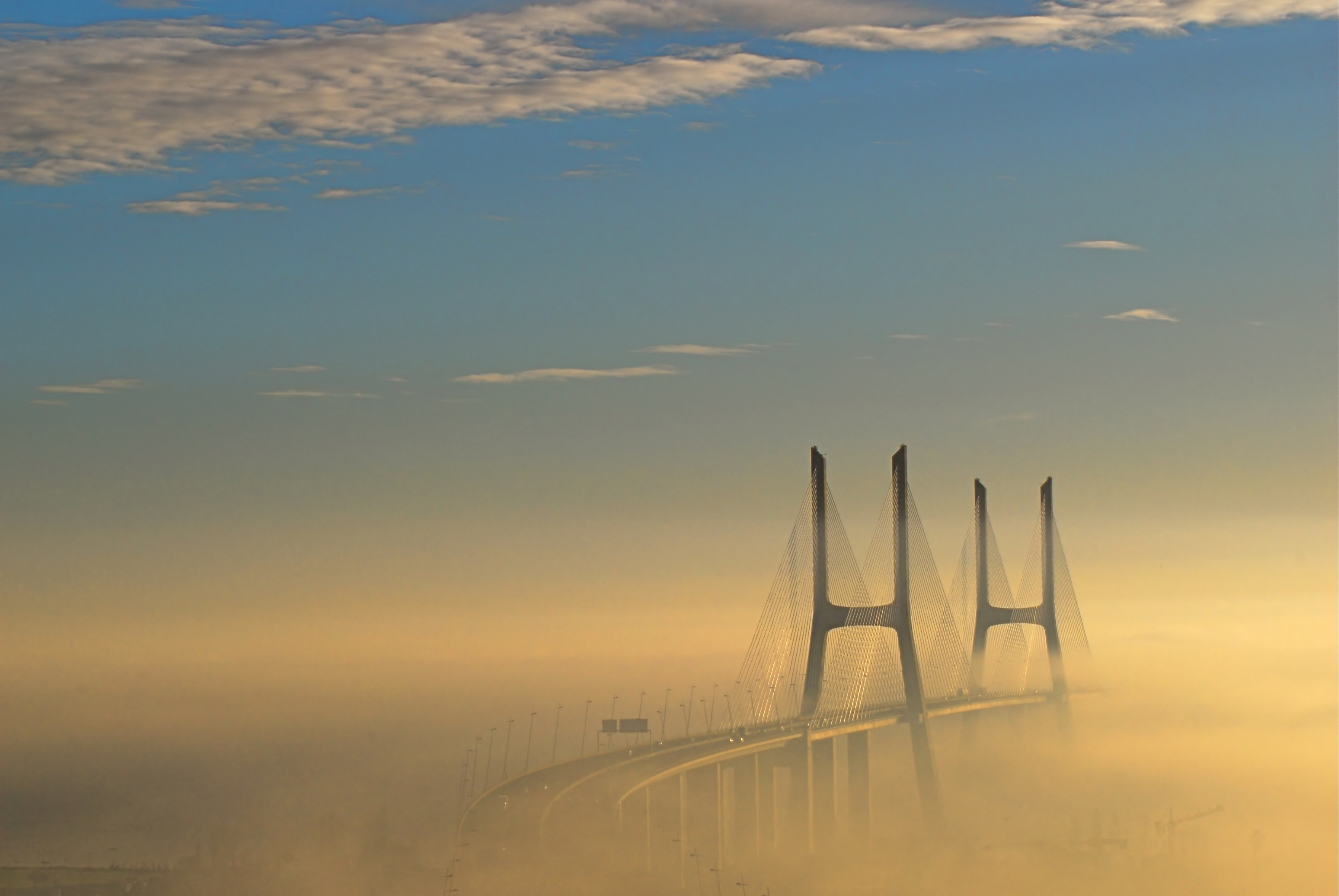
Vasco da Gama-bron utgår från Sacavém.